# Kenny Bobien
Kenny Bobien est un chanteur américain de garage, qui a collaboré avec les artistes majeurs du genre tels que Kerri Chandler, les Masters At Work ou les Basement Boys.

## Discographie partielle
- Rise Above The Storm (12", MAW Records, 1998)
- Blessed - A Gospel Dance Theory (CD / 4x12", Soundmen On Wax, 2000)
- Father (The Frankie Feliciano Remixes) (2x12", Soundmen On Wax, 2000)
- Love's Been Right Here (12", King Street Sounds, 2000)
- I Shall Not Be Moved (12", Soulfuric Recordings, 2007)